# Nicolas Demare
 (septembre 2018).
Nicolas Demare né en 1974 est un dessinateur de bande dessinée français et illustrateur exerçant dans d'autres domaines.

## Biographie
Nicolas Demare a commencé à dessiner jeune, influencé par la bande dessinée et le comics ; à 13 ans, il s'intéresse à l'heroic fantasy grâce aux œuvres de J. R. R. Tolkien puis de Michael Moorcock, de Leiber et de nombreux autres auteurs. Il se passionne pour les jeux de rôles (dont Donjons et Dragons, Star Wars, L'Appel de Cthulhu et Vampire : la Mascarade. Après le baccalauréat, il entame des études d'histoire avant de se réorienter vers l'infographie, ce qui l'amène à devenir graphiste pour le milieu du jeu vidéo. En parallèle, il réalise des illustrations pour des magazines et des jeux de rôles. Il rencontre Jean-Luc Istin, alors à la recherche d'un dessinateur, pour une bande dessinée offrant une nouvelle version des aventures de Merlin.

## Illustrations
- les fanzines de jeux de rôles Tinkle Bavard et Vent de Rêves
- le fanzine Merbold Enchaîné traitant de l'univers d'Archipels
- couverture pour la version normale et la version Deluxe de City Life
- Casus Belli
- Nightprowler 2, jeu de rôle
- Qin, jeu de rôle sur la Chine du Haut Moyen Âge
- le magazine Comic Box, dédié aux comics

## Publications
- Nains 5 - Tiss du Bouclier (Soleil Productions, 2016)
- Nains 10 - Abokar du Bouclier (Soleil Productions, 2018)
- Nains 15 : Oboron du bouclier (Soleil Productions, 2019)
- Nains 20 : Svara du Bouclier (Soleil Productions, 2021)
- Nains 25 : Volgrir du Bouclier (Soleil Productions, 2022)
- Oracle : le Malformé (vol 4, Soleil Productions, 2014)[1]
- Merlin, la quête de l'épée, Soleil Productions, coll. « Soleil Celtic » :

1. Prophétie, 2005  (ISBN 2-84946-157-1)[2].
2. La Forteresse de Kunjir, 2007  (ISBN 978-2-84946-499-1)[3].
3. Swerg le Maudit, 2008  (ISBN 978-2-302-00340-8)[4].
4. Mureas, 2010  (ISBN 978-2-302-01085-7).
5. Les Dames du lac de feu, 2012  (ISBN 978-2-302-02077-1).

- Légendes de la table ronde (collectif)

2 - le cerf blanc (Soleil Productions, 2006)
- Pirates des 1001 Lunes (collectif)

1 - volume 1 (Soleil Productions, 2008)